# Xã Caney, Quận Little River, Arkansas
Xã Caney (tiếng Anh: Caney Township) là một xã thuộc quận Little River, tiểu bang Arkansas, Hoa Kỳ. Năm 2010, dân số của xã này là 314 người.